# Guerre des stupéfiants au Québec
 (septembre 2024).
La mise en forme du texte ne suit pas les recommandations de Wikipédia : il faut le « wikifier ».
Les points d'amélioration suivants sont les cas les plus fréquents. Le détail des points à revoir est peut-être précisé sur la page de discussion.
- Les titres sont pré-formatés par le logiciel. Ils ne sont ni en capitales, ni en gras.
- Le texte ne doit pas être écrit en capitales (les noms de famille non plus), ni en gras, ni en italique, ni en « petit »…
- Le gras n'est utilisé que pour surligner le titre de l'article dans l'introduction, une seule fois.
- L'italique est rarement utilisé : mots en langue étrangère, titres d'œuvres, noms de bateaux, etc.
- Les citations ne sont pas en italique mais en corps de texte normal. Elles sont entourées par des guillemets français : « et ».
- Les listes à puces sont à éviter, des paragraphes rédigés étant largement préférés. Les tableaux sont à réserver à la présentation de données structurées (résultats, etc.).
- Les appels de note de bas de page (petits chiffres en exposant, introduits par l'outil «  Source ») sont à placer entre la fin de phrase et le point final[comme ça].
- Les liens internes (vers d'autres articles de Wikipédia) sont à choisir avec parcimonie. Créez des liens vers des articles approfondissant le sujet. Les termes génériques sans rapport avec le sujet sont à éviter, ainsi que les répétitions de liens vers un même terme.
- Les liens externes sont à placer uniquement dans une section « Liens externes », à la fin de l'article. Ces liens sont à choisir avec parcimonie suivant les règles définies. Si un lien sert de source à l'article, son insertion dans le texte est à faire par les notes de bas de page.
- La présentation des références doit suivre les conventions bibliographiques. Il est recommandé d'utiliser les modèles {{Ouvrage}}, {{Chapitre}}, {{Article}}, {{Lien web}} et/ou {{Bibliographie}}. Le mode d'édition visuel peut mettre en forme automatiquement les références.
- Insérer une infobox (cadre d'informations à droite) n'est pas obligatoire pour parachever la mise en page.

Pour une aide détaillée, merci de consulter Aide:Wikification.
Si vous pensez que ces points ont été résolus, vous pouvez retirer ce bandeau et améliorer la mise en forme d'un autre article.
Notes
9 meurtres jusqu’à présent

La guerre des stupéfiants au Québec fait référence aux violent conflit entre les Hells Angels et différents gangs de rue (principalement la Blood Family Mafia). Cette guerre entre différentes organisations criminelles apporte un lot de violence dans toute la province de Québec : des meurtres, des tentatives de meurtres, des actes de tortures et des incendies criminels.
Il s’agit de la plus grave crise de sécurité publique au Québec depuis la guerre des motards qui a sévit de 1994 à 2003.

## Contexte
Traditionnellement, le territoire entier au Québec pour le trafic de stupéfiants est contrôlé de facto par les Hells Angels. Il est possible pour les trafiquants indépendants de vendre sur certains territoires si ceux-ci paient la cote de 10% des ventes exigés par les Hells afin d’être autorisé à vendre.
Les Hells Angels sont en perte de vitesse depuis l’opération SharQc qui a décimé le groupe en 2009. Les gangs de rues souhaitent s’affranchir du modèle de vente imposé par les motards et n’hésitent pas à utiliser la violence pour y arriver. Les Hells Angels en 2024 sont pour la plupart sauf quelques exceptions, des hommes d’affaires sexagénaires ayant déjà connu la prison et libéré par chance à la suite de plusieurs erreurs judiciaires. La plupart des Hells serait encore emprisonnés en ce moment même.

## Historique
En septembre 2023, La maison d’un Hells qui est à la source du conflit, Mathieu Pelletier, est visée par des coups de feu;
En octobre et en novembre 2023, des mini-entrepôts sont la proie des flammes en Beauce. ils visent des locataires lier au hell sois un groupe sympathisant et un de leurs clubs-écoles;
Un salon de massage érotique, propriété d’un Hells est incendié;
Un bar de danseuse en Beauce ayant des liens avec des membres du crime organisé est la proie des flammes;
Des repaires appartenant aux motards dans deux régions administratives différentes sont ciblés par des coups de feu, à deux jours d’intervalle[réf. nécessaire];
Le 19 février 2024, une prise d'otage une résidence de Saint-Malachie se solde par un mort et trois blessés. Le meurtre serait attribué à l'un des otages qui aurait tué un geôlier avant de tenter de fuir. il s'agit de Patrick martin,agé de 29 ans.
À l'automne 2023, Mario « Banane » Auger, membre du chapitre de Québec des Hells Angels mais également gestionnaire de territoire de Bellechasse, est mandaté pour aller négocier avec Dave Turmel directement en Europe. Turmel refuse la négociation et demande à Auger de quitter. Les Hells auraient offert de céder le contrôle du territoire de Limoilou, à Québec, mais Turmel aurait réclamé davantage.
Le 16 septembre 2024, les forces policières font la découverte d’un corps démembré et criblés de balles au repaire des Hells Angels à Frampton en Beauce. La victime, qui n’a toujours pas été identifié officiellement serait un adolescent de 14 ans lié à un gang de rue de Montréal,.

## Arrestations
En février 2024, à la suite de la montée de violence, la Sureté du Québec lance l’opération SCANDALEUX et arrête une trentaine de personnes reliées à ce conflit. Cependant, les résultats sont minimes et la violence se transporte en prison : des individus liés au deux clans se font tabasser en milieu carcéral.
Trois individus lourdement armés liés à la BMF sont arrêtés au terme d’une poursuite policière sur l’autoroute 73 alors qu’ils se dirigeaient en Beauce pour commettre un meurtre sur un individu lié au motardsVince bergeron,Kevin Bédard-morin et Guillaume-Vincent Proulxsont arrêtés;
Le 25 septembre 2024, 5 hommes et une femme affiliés au BFM ont été arrêtés à Sept-île. Il s'agit de Jimmy Chiasson, Jérémy Chiasson, Jean-Samuel Chiasson, Mathieu Bouchard et Éliane Dinet.
Le 3 octobre 2024, arrestation de Stéphane Hébert, 32 ans, Zachary Gagnon, 21 ans et Ghislain Grenier, 54 ans, qui devraient faire face à des accusations de tentative de meurtre et de voies de fait graves alors que le conflit entre gang de rue et motard fait une première victime innocente.

### Saisie du repaire
Le 8 octobre 2024, les autorités policières saisissent et expulsent les Hells Angels de leur repaire de Frampton. Un juge a émit des ordonnances de blocages qui pourront éventuellement mener à une vente des lieux au profits du gouvernement du Québec.

## Meurtres
Dans le cadre de ce conflit, plusieurs meurtres sont effectués tant du côté des motards que du côté des gangs de rue.
| Nom                          | Âge | Date du décès     | Circonstances du décès |
| ---------------------------- | --- | ----------------- | --- |
| Michel « Doune » Guérin      | 57  | 27 novembre 2023  | Un ex-membre des Hells toujours influent dans le milieu mais également impliqué de près dans le conflit, percepteur de taxes pour le compte des motards, il était mandaté pour régler ce conflit. L’entreprise où il travaillait est également ciblé par un incendie criminel quelques jours avant sa mort. |
| Patrick Martin               | 29  | 19 février 2024   | Affilié au BFM, il initie une prise d’otage chez un individu relié au Hells Angels. Il se fait tué pendant son sommeil alors que sa victime a réussi à se libérer. |
| Malik Proulx                 | 18  | 25 juin 2024      | Jeune trafiquant dont sa mort aurait un lien avec ce conflit. |
| André Bourgoin               | 47  | 7 septembre 2024  | Trafiquant autrefois lié au Hells Angels, il s’était rapproché du BFM dernièrement. |
| Mohamed-Yanis Seghouani      | 14  | 16 septembre 2024 | Membre du EGK, il se présente au repaire des Hells avec des AK-47 pour faire du saccage. Les circonstances de sa mort ne sont pas précisé, le corps est retrouvé dans un état lamentable,. |
| Michael Lévesque Fitzpatrick | 35  | 30 novembre 2024  | Individu criminalisé, il fut avisé par les forces policières quelque temps avant sa mort que sa vie pouvait être menacée. |
| Jennifer Morin               | 45  | 16 décembre 2024  | Trafiquante de stupéfiants, elle est assassinée chez elle. Son fils de 26 ans, également un trafiquant d’armes et de stupéfiants est associé au BFM. |
| Étienne Brière               | 62  | 14 février 2025   | Victime innocente de ce conflit. Il vivait à l’ancienne adresse d’un membre du BFM et il a été ciblé par erreur. |